# Iran op de Olympische Zomerspelen 1972
Iran nam deel aan de Olympische Zomerspelen 1972 in München, West-Duitsland. In tegenstelling tot de vorige editie werd geen goud gewonnen.

## Medailleoverzicht
| Sport         | Olympiër         | Onderdeel                | Medaille |
| ------------- | ---------------- | ------------------------ | -------- |
| Gewichtheffen | Mohammad Nassiri | -56kg (m)                | Zilver   |
| Worstelen     | Rahim Ali-Abadi  | -48kg Grieks-Romeins (m) | Zilver   |
| Worstelen     | Ebrahim Javadi   | -48kg vrije stijl (m)    | Brons    |

## Deelnemers en resultaten
(m) = mannen, (v) = vrouwen 

### Atletiek
| Olympiër        | Discipline       | Resultaat | Prestatie                                          |
| --------------- | ---------------- | --------- | -------------------------------------------------- |
| Farhad Navvab   | 100m (m)         | 75e       | serie 4: 6de in 11,02                              |
| Reza Entezari   | 400m (m)         | 39e       | serie 8: 4de in 47,89 kwartfinale 2: 8ste in 48,69 |
| Reza Entezari   | 800m (m)         | 38e       | serie 1: 5de in 1.50,5                             |
| Teymour Ghiassi | hoogspringen (m) | 25e       | kwalificatie groep B: 5de met 2,12m                |

### Boksen
| Olympiër               | Discipline  | Resultaat | Prestatie |
| ---------------------- | ----------- | --------- | --- |
| Manouchehr Bahmani     | -54kg (m)   | 17e       | 1ste ronde: vrij 2de ronde: V van RCO Wang: 2-3                                                                |
| Jabbar Feli Karouchali | -57kg (m)   | 17e       | 1ste ronde: vrij 2de ronde: V van KEN Waruinge: 1-4                                                            |
| Hossein Eghmaz         | -60kg (m)   | 17e       | 1ste ronde: W van EGY Khallafallah: scheidsrechterlijke beslissing 2de ronde: V van BUL Mikhailov: 2-3         |
| Nosrat Vakil Monfared  | -63,5kg (m) | 17e       | 1ste ronde: V van IRL Montague: scheidsrechterlijke beslissing                                                 |
| Vartex Parsanian       | -67kg (m)   | 17e       | 1ste ronde: vrij 2de ronde: W van TAN Mkanga: 5-0 3de ronde: V van KEN Murunga: scheidsrechterlijke beslissing |

### Gewichtheffen
| Olympiër            | Discipline  | Resultaat | Prestatie                                                                                    |
| ------------------- | ----------- | --------- | -------------------------------------------------------------------------------------------- |
| Mohammadreza Nasehi | -52kg (m)   | DSQ       | gediskwalificeerd wegens doping                                                              |
| Mohammad Nassiri    | -56kg (m)   | Zilver    | drukken: 1ste met 127,5kg (OR) trekken: 10de met 100kg stoten: 2de met 142,5kg totaal: 370kg |
| Nasrollah Dehnavi   | -67,5kg (m) | 5e        | drukken: 2de met 150kg trekken: 4de met 125kg stoten: 8ste met 160kg totaal: 435kg           |

### Schermen
| Olympiër             | Discipline | Resultaat | Prestatie                                 |
| -------------------- | ---------- | --------- | ----------------------------------------- |
| Pirouz Adamiyat      | degen (m)  | 59e       | 1ste ronde groep L: 6de met 1 overwinning |
| Ali Asghar Pashapour | degen (m)  | 60e       | 1ste ronde groep E: 5de met 1 overwinning |
| Ali Asghar Pashapour | floret (m) | 48e       | 1ste ronde groep A: 5de met 1 overwinning |

### Voetbal
| Olympiër | Discipline | Resultaat | Prestatie                                                                   |
| --- | ---------- | --------- | --------------------------------------------------------------------------- |
| Ebrahim Ashtiani Jafar Kashani Majid Halvaei Akbar Kargar Jam Parviz Ghelichkhani Ali Parvin Ali Jabbari Mohammad Sadeghi Safar Iranpak Asghar Sharafi Mansour Rashidi Gholam Vafakhah Javad Ghorab Mehdi Monajati Mahmoud Khordbin Mehdi Lari Lavasani Alireza Azizi Javad Allahverdi Reza Ghoflsaz | mannen     | 9e        | groep C: 3de V van Hongarije: 5-0 W van Brazilië: 1-0 V van Denemarken: 0-4 |

| Groep C |            |             |             |             |             |            |            |            |        |
| #       | Land       | Wedstrijden | Wedstrijden | Wedstrijden | Wedstrijden | Doelpunten | Doelpunten | Doelpunten | Punten |
| #       | Land       | G           | W           | G           | V           | V          | T          | Saldo      | Punten |
| 1       | Hongarije  | 3           | 2           | 1           | 0           | 9          | 2          | +7         | 5      |
| 2       | Denemarken | 3           | 2           | 0           | 1           | 7          | 4          | +3         | 4      |
| 3       | Iran       | 3           | 1           | 0           | 2           | 1          | 9          | -8         | 2      |
| 4       | Brazilië   | 3           | 0           | 1           | 2           | 4          | 6          | -2         | 1      |

| Ronde       | Datum      | Plaats     | Land | Score    | Land |
| ----------- | ---------- | ---------- | ---- | -------- | ---- |
| Groepsfase  |            |            |      |          |      |
| 27 augustus | Nuremberg  | Hongarije  | 5-0  | Iran     |      |
| 29 augustus | Augsburg   | Denemarken | 4-0  | Iran     |      |
| 31 augustus | Regensburg | Iran       | 1-0  | Brazilië |      |

### Wielersport
| Olympiër                                                                      | Discipline                    | Resultaat | Prestatie                      |
| Baan                                                                          | Baan                          | Baan      | Baan                           |
| ----------------------------------------------------------------------------- | ----------------------------- | --------- | ------------------------------ |
| Gholamhossein Kouhi                                                           | sprint (m)                    | DNS       | series: niet gestart           |
| Behrouz Rahbar                                                                | sprint (m)                    | DNS       | series: niet gestart           |
| Behrouz Rahbar                                                                | tijdrit (m)                   | 28e       | 1:15.39                        |
| Khosrow Haghgosha                                                             | individuele achtervolging (m) | 25e       | kwalificatie: 25ste in 5.22,98 |
| Khosro Haghgosha Mohammad Taghi Khodavand Gholam Hossein Kouhi Behrouz Rahbar | ploegenachtervolging (m)      | 2e        | kwalificatie: 25ste in 5.10,80 |
| Weg                                                                           |                               |           |                                |
| Khosrow Haghgosha Gholamhossein Kouhi Mohammadtaghi Khodavand Behrouz Rahbar  | ploegentijdrit (m)            | 32e       | 2:34.30,7                      |

### Worstelen
| Olympiër                | Discipline  | Resultaat   | Prestatie |
| Vrije stijl             | Vrije stijl | Vrije stijl | Vrije stijl |
| ----------------------- | ----------- | ----------- | --- |
| Ebrahim Javadi          | -48kg (m)   | Brons       | 1ste ronde: G van USA Gonzalez 2de ronde: W van MGL Jamsran 3de ronde: W van TUR Baygin 4de ronde: W van JPN Umeda: punten 5de ronde: W van URS Dmitriev: punten 6de ronde: W van BUL Nikolov: punten                |
| Mohammad Ghorbani       | -52kg (m)   | 24e         | 1ste ronde: V van JPN Kato |
| Ramezan Kheder          | -57kg (m)   | 7e          | 1ste ronde: W van DDR Mayer: punten 2de ronde: W van PER Velarde 3de ronde: W van GBR Gill 4de ronde: W van MGL Khoilogdorj: punten 5de ronde: W van HUN Klinga: punten 6de ronde: V van JPN Yanagida: punten        |
| Shamseddin Seyed-Abbasi | -62kg (m)   | 5e          | 1ste ronde: W van TCH Tüma 2de ronde: W van CUB Ramos: punten 3de ronde: W van GRE Koutsoupakis 4de ronde: W van FRA Toulotte 5de ronde: W van JPN Abe: punten                                                       |
| Abdollah Movahed        | -68kg (m)   | 24e         | 1ste ronde: W van PAN Olmedo |
| Mansour Barzegar        | -74kg (m)   | 5e          | 1ste ronde: vrij 2de ronde: W van JPN Yoshida 3de ronde: G van HUN Urbanovics 4de ronde: W van URS Gusov 5de ronde: V van FRG Seger                                                                                  |
| Ali Hajiloo             | -82kg (m)   | 13e         | 1ste ronde: G van JPN Sasaki 2de ronde: W van NZL Aspin: punten 3de ronde: V van ROU Iorga |
| Reza Hosseini Khorrami  | -90kg (m)   | 5e          | 1ste ronde: W van SUI Martinetti 2de ronde: W van JPN Kamada: punten 3de ronde: W van FRG Knoll: punten 4de ronde: V van USA Peterson: punten 5de ronde: G van HUN Bajkô                                             |
| Abolfazl Anvari         | -100kg (m)  | 7e          | 1ste ronde: W van TCH Engel: punten 2de ronde: W van SEN Ndiaye 3de ronde: V van MGL Bayanmönkh: punten 4de ronde: V van URS Jarygin                                                                                 |
| Eskandar Filabi         | +100kg (m)  | 4e          | 1ste ronde: W van TCH Zambrano 2de ronde: V van USA Taylor: punten 3de ronde: W van POL Makowiecki 4de ronde: W van DDR Germer: punten 5de ronde: V van URS Medvec                                                   |
| Grieks-Romeins          |             |             | |
| Rahim Ali-Abadi         | -48kg (m)   | Zilver      | 1ste ronde: W van TUR Sari 2de ronde: W van TUN Dlimi 3de ronde: W van FRG Maas: punten 4de ronde: W van JPN Ishida 5de ronde: W van FIN Hirvonen 6de ronde: V van ROU Berceanu: punten 7de ronde: W van BUL Angelov |
| Mehdi Houryar           | -52kg (m)   | 15e         | 1ste ronde: V van BUL Kirov 2de ronde: V van TCH Zeman: punten |
| Firouz Alizadeh         | -57kg (m)   | 28e         | 1ste ronde: V van JPN Yamamoto: punten |
| Mohammad Dalirian       | -68kg (m)   | 15e         | 1ste ronde: W van GRE Nakos: punten 2de ronde: V van BUL Apostolov 3de ronde: V van POL Supron |